# Тихоновка (Бурлаківське сільське поселення)
Ти́хоновка (рос. Тихоновка) — селище у складі Прокоп'євського округу Кемеровської області, Росія.

## Населення
Населення — 385 осіб (2010; 463 у 2002).
Національний склад (станом на 2002 рік):
- росіяни — 89 %